# هانا فيرغسون
هانا فيرغسون (بالإنجليزية: Hannah Ferguson)‏ (مواليد 5 مايو 1992) عارضة أزياء أمريكية.

## روابط خارجية
- هانا فيرغسون على موقع IMDb (الإنجليزية)

- Hannah Ferguson on تويتر
- Hannah Ferguson on إنستغرام